# グローバル化の陥穽
『グローバル化の陥穽』（グローバルかのわな、Die Globalisierungsfalle - Der Angriff auf Demokratie und Wohlstand）は1996年に発刊されたドイツの書籍。著者はハンス・ペーター・マルティン（Hans-Peter Martin）とハラルド・シューマン（Harald Schumann）。
グローバル化の趨勢を推測する論考を収録している。1997年に英訳「The Global Trap: Civilisation and the Assault on Democracy and Prosperity」が発刊された。21世紀には経済を実質的に動かす人口二割の層と低所得・最低限の福祉によって養われるだけの人口八割の層からなる社会が訪れるという概念（20対80社会、20:80 Gesellschaft）を提起している。